# Wanda Boerner-Przewłocka
Wanda Boerner-Brzechffa z domu Boerner primo voto Przewłocka, Wanda Boerner-Przewłocka (ur. 10 sierpnia?/23 sierpnia 1903 w Penzie, zm. 14 października 1971 w Londynie) – polska architektka, żołnierka Armii Krajowej w stopniu kapitana (pseudonim „Grażyna”), uczestniczka powstania warszawskiego, bratanica Ignacego Boernera.

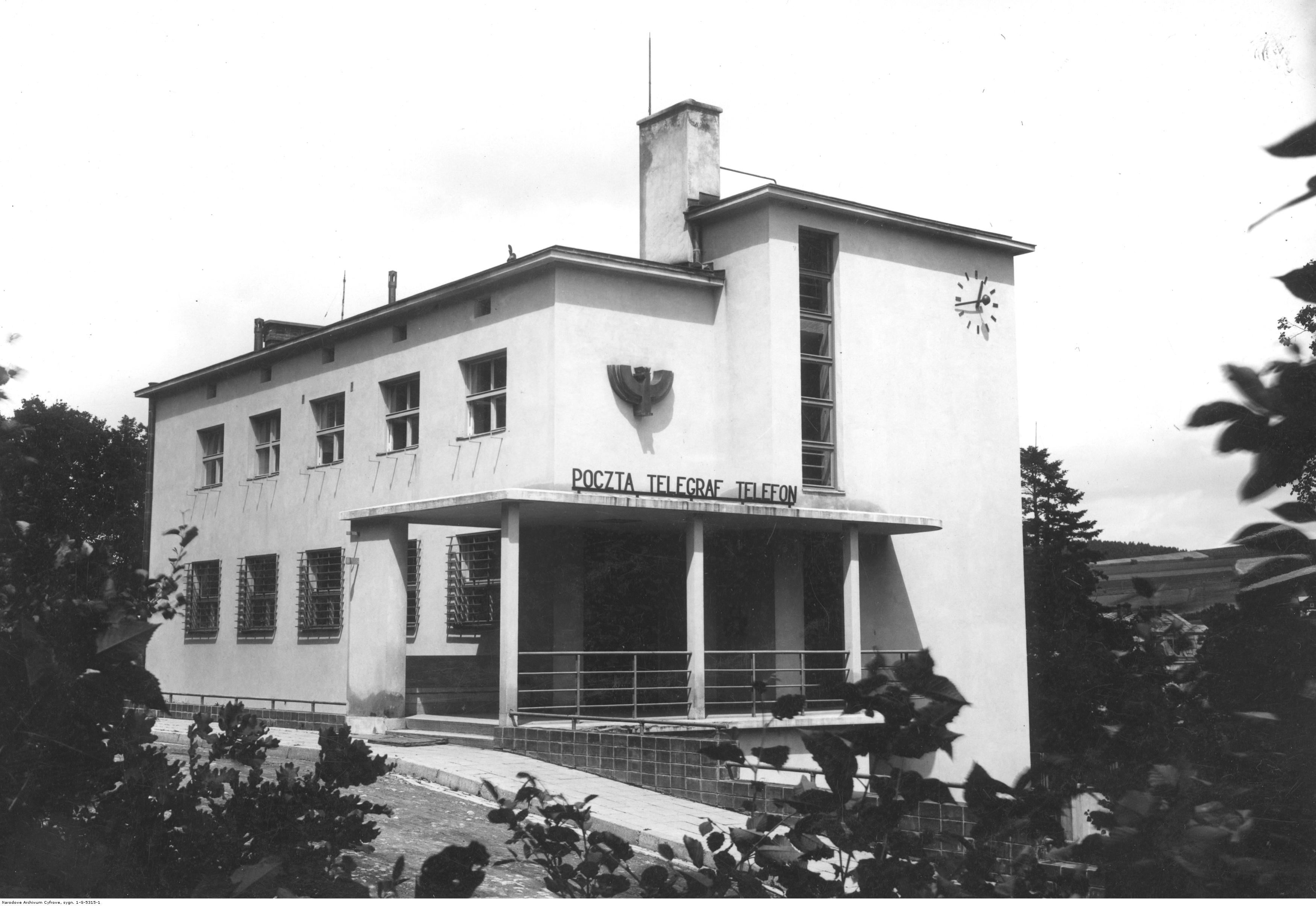
Urząd pocztowy w Iwoniczu-Zdroju, proj. Wanda Boerner-Przewłocka, 1935

## Życiorys
Studiowała na Wydziale Architektury Politechniki Warszawskiej, gdzie w 1929 roku obroniła pracę dyplomową „Hotel przy ulicy Marszałkowskiej” pod kierunkiem Czesława Przybylskiego.  
W latach 30. projektowała zarówno budynki mieszkalne (m.in. przy ul. Kaczewskiej w Gdyni), jak i gmachy użyteczności publicznej (np. urząd pocztowy w Lidzie). W 1933 roku została wybrana na stanowisko dyrektorki Rady Związku Stowarzyszeń Architektów Polskich. 
W 1934 roku została współzałożycielką Stowarzyszenia Architektów Rzeczypospolitej Polskiej (SARP, obecnie Stowarzyszenie Architektów Polskich), które łączyło organizacje architektów dotychczas działające w Polsce. Do założycieli należeli także m.in. Stanisław Brukalski, Lech Niemojewski i Kazimierz Tołłoczko, a Boerner-Przewłocka była w tym gronie jedyną kobietą. 
Po wybuchu II wojny światowej działała w szeregach Armii Krajowej w stopniu kapitana (Kierownictwo Produkcji Uzbrojenia, numer legitymacji AK 182 / I) pod pseudonimem „Grażyna”. Uczestniczyła także w powstaniu warszawskim. Trafiła do niewoli niemieckiej, 30 października 1944 roku została wywieziona z Lamsdorfu do Stalagu IV B Muhlberg.  
Otrzymała Krzyż Walecznych (dwukrotnie) oraz Złoty Krzyż Zasługi z Mieczami. 
Pochowana na Cmentarzu Ewangelicko-Augsburskim w Warszawie.

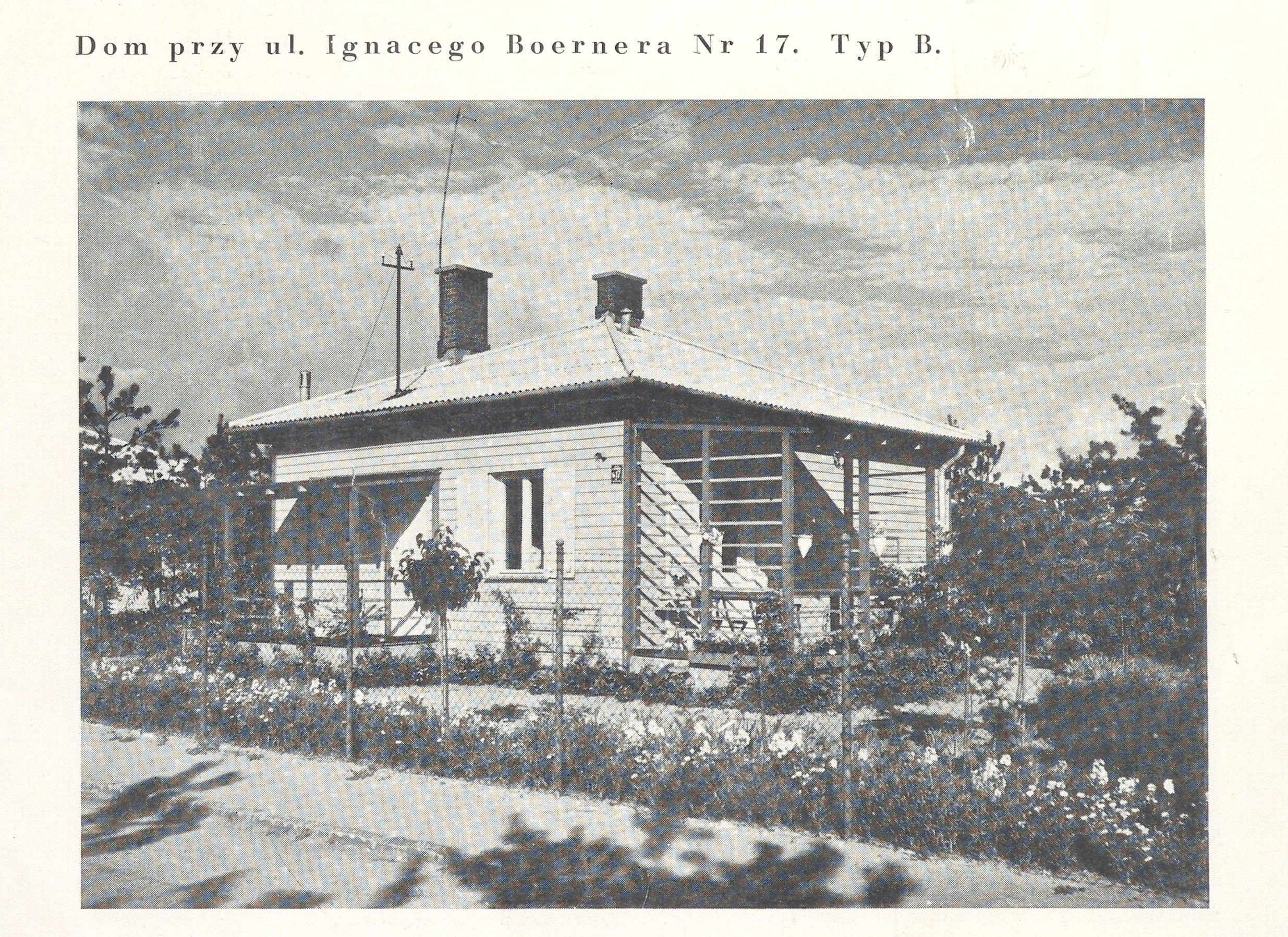
Dom na osiedlu Boernerowo (typ B), proj. Wanda Boerner-Przewłocka

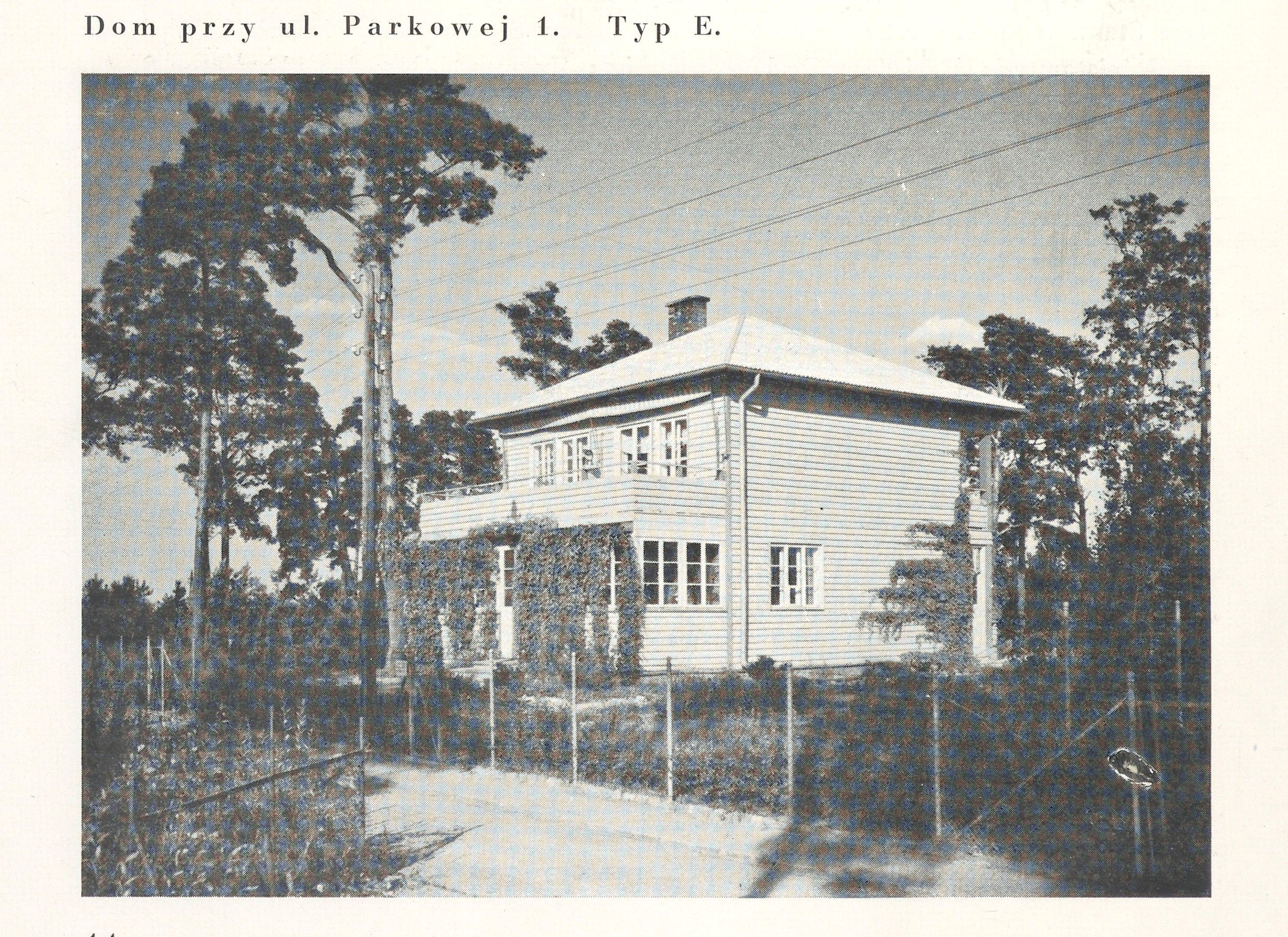
Dom na osiedlu Boernerowo (typ E), proj. Wanda Boerner-Przewłocka

## Zrealizowane projekty
Do zrealizowanych projektów architektonicznych Boerner-Przewłockiej należą m.in.:
- zespół drewnianych budynków mieszkaniowych na osiedlu Boernerowo w Warszawie (1932)[10],
- budynek koszarowy dywizjonu w Rembertowie (1934)[11],
- budynki mieszkalne przy ul. Kaczewskiej (numery 1, 3, 5) w Gdyni (ok. 1935)[5],
- urząd pocztowy w Iwoniczu-Zdroju (1935),
- urząd pocztowy w Lidzie (1936)[6].

Do jej najciekawszych projektów należy wspomniany zespół budynków na warszawskim Boernerowie (nazwa nadana w 1936 roku). Inicjatorem wybudowania osiedla dla pracowników Transatlantyckiej Centrali Radiotelegraficznej był minister poczt i telegrafów Ignacy Boerner, prywatnie spokrewniony z architektką. Boerner-Przewłocka zaprojektowała drewniane zabudowania Pierwszego Osiedla Łączności, wzniesione między lipcem a listopadem 1932 roku.

Były to budynku modułowe, które Stanisław Szpaczyński tak opisał w 1933 roku na łamach „Przeglądu Budowlanego”:
Domy drewniane Pierwszego Osiedla Łączności dzielą się na 5 typów zasadniczych pod względem układu rzutu poziomego, przy czym jednak 4 z tych typów, a mianowicie A, B, C i D, są typami tzw. rosnącego domu. Typ A mianowicie, jako najmniejszy, stanowi element początkowy, z którego przez dobudową, nadbudowę lub dobudową i nadbudowę łącznie powstają typy B, C, D. Typ E [...] pomyślany jest jako zakończony w sobie – dom o maksymalnych wymiarach. 
Zastosowane przez architektkę rozwiązanie pozwalało obniżyć koszty produkcji oraz przyśpieszyć budowę, a także dawało możliwość ewentualnego rozbudowywania mieszkań w przyszłości. 